# Pilbara Minerals
Pilbara Minerals — австралийская горнодобывающая компания. Ведёт добычу сподумена (руды лития) и танталита (минерал тантала) в Западной Австралии, главным активом является месторождение Пилгангура, разработка которого началась в 2018 году. Штаб-квартира расположена в Перте. Крупнейший акционер — китайская компания Ganfeng Lithium (5,76 %).

## История
Компания была основана в 2005 году под названием Portland International и первоначально предоставляла букмекерские услуги (ставки на спорт). В 2007 году сменила название на Marginbet и разместила свои акции на Австралийской фондовой бирже. В конце 2008 года компания купила два участка для разведки месторождений золота и свернула букмекерскую деятельность. В 2008 году компания была переименована в Fortuna Minerals, а в 2010 году — в Pilbara Minerals («Минералы Пилбары»). В 2010 году были приобретены 13 участков для геологоразведки в регионе Пилбара.
В 2012 году была куплена компания Sturt Resources с рудниками по добыче золота и меди на Папуа — Новой Гвинее. В июне 2014 года компания купила 50-процентную долю в проекте Таббо-Таббо по добыче танталита, а в июле того же года — проект Пиглангура.
К 2016 году были подписаны соглашения с 8 компаниями из Китая, Южной Кореи, Японии, Северной Америки и Европы на поставку руды лития.

## Деятельность
Проект Пиглангура (Pilgangoora) находится в регионе Пилбара в Западной Австралии. Запасы месторождения оцениваются в 106 млн т руды, содержащей 1,25 % оксида лития, 120 грамм на тонну оксида тантала и 1,18 % оксида железа. Разработка ведётся открытым способом, проект включает 2 завода-концентратора, выпускающих концентраты сподумена и танталита. Концентраты экспортируются через расположенный в 120 км Порт-Хедленд.
Кроме этого компании принадлежит 70-процентная доля в проекте Маунт-Франсиско (Mt Francisco project), расположенном в том же регионе.